# Камеда Томокі
Камеда Томокі (яп. 亀田和毅, англ. Tomoki Kameda; 12 липня 1991) — японський професійний боксер, чемпіон світу за версією WBO (2013—2015) в легшій вазі.
Томокі має братів Дайкі і Кокі, теж професійних боксерів.

## Професіональна кар'єра
Камеда готувався до Олімпійських ігор в Пекіні, однак він був занадто молодий для участі в олімпійській кваліфікації. Замість того, щоб чекати наступних Ігор, Камеда вирішив стати професіоналом і 21 листопада 2008 року дебютував на профірингу.
Впродовж 2008—2013 років провів 27 переможних боїв, завоювавши титули WBC Youth і WBC Silver в легшій вазі.
1 серпня 2013 року вийшов на бій проти чемпіона світу за версією WBO в легшій вазі Паулуса Амбунда (Намібія) і переміг одностайним рішенням.
Провівши три вдалих захиста титулу, Томокі звернувся з проханням до WBO зробити його наступний бій з чемпіоном WBA (Regular) британцем Джеймі Макдоннеллом об'єднавчим поєдинком, що було відхилено WBO, оскільки Макдоннелл був лише «регулярним» чемпіоном, який WBO вважає другорядним титулом. В результаті Камеда відмовився від титулу WBO. 9 травня 2015 року зустрівся з Макдоннеллом в бою і програв одностайним рішенням. 6 вересня 2015 року суперники зустрілися в реванші, і британець знов переміг.
В листопаді 2018 року Камеда завоював титул «тимчасового» чемпіона WBC в другій легшій вазі і 13 липня 2019 року вийшов на бій проти чемпіона WBC в другій легшій вазі мексиканця Рея Варгаса. Японець програв одностайним рішенням.
24 травня 2025 року здійснив спробу відібрати титул чемпіона IBF в напівлегкій вазі у американця Анджело Лео і програв за очками.